# Cyparium bowringi
Cyparium bowringi (лат.) — вид жуков-челновидок (Scaphidiinae) рода Cyparium из семейства жуков-стафилинид. Индия и Индонезия.

## Описание
Мелкие жесткокрылые, длина тела менее 5 мм. От близких видов отличаются следующими признаками: переднеспинка почти полностью чёрная, желтоватые или охристые, каждое с черноватым рисунком вдоль дискальных рядов точек. Вентральная поверхность черная. Блестящие, красновато-коричневато-чёрные. Надкрылья покрывают все сегменты брюшка, кроме нескольких последних. Формула члеников лапок: 5—5—5. Предположительно, как и близкие виды, микофаги. Вид был впервые описан в 1922 году французским колеоптерологом Julien Achard (1881—1925).